# Ramaswamy Venkataraman
Ramaswamy Venkataraman (pronunciationⓘ, 4 de dezembro de 1910  –  27 de janeiro de 2009) foi o oitavo Presidente da Índia, de 1987 até 1992. Foi advogado, activista pela independência da Índia e político exercendo o cargo de ministro da União.
Venkataraman nasceu na vila de Rajamadam, Distrito de Tanjore, Presidência de Madras. Estudou Direito e exerceu no Tribunal Superior de Madras e no Supremo Tribunal da Índia. Quando jovem, foi activista do Movimento de independência da Índia e participou no Movimento Deixem a Índia. Foi nomeado membro da Assembleia Constituinte e do governo provisório. Foi eleito para a Lok Sabha por quatro vezes e exerceu os cargos de ministro das Finanças e ministro da Defesa da União. Em 1984, Ramaswamy Venkataraman foi eleito o sétimo Vice-presidente da Índia e, em 1987, tornou-se o oitavo Presidente da Índia por um período de cinco anos. Também exerceu o cargo de ministro do Estado sob os governos de K. Kamaraj e M. Bhaktavatsalam.